# Christabel Cockerell
Pour les articles homonymes, voir Cockerell.
Christabel Annie Cockerell, Lady Frampton (baptisée le 21 octobre 1864 – 18 mars 1951), est une peintre britannique représentant des enfants, des portraits et des paysages.

## Biographie
Christabel est née en 1864, fille de George Russell Cockerell de Londres, et a été formée aux écoles de la Royal Academy of Arts à partir de 1882, où elle a rencontré son futur mari, le sculpteur Sir George Frampton. Elle l'épouse en avril 1893, devenant Lady Frampton. Le couple a eu un fils, Meredith Frampton, né le 17 mars 1894. Elle a exposé ses œuvres à la Royal Academy à partir de 1885 et a continué jusqu'en 1910, toujours sous son nom de jeune fille.
Son mari est fait chevalier en 1908. En 1910, ils déménagent dans une nouvelle maison conçue par lui au 90 Carlton Hill, St John's Wood, Londres, qui comprenait un studio pour chacun d'eux. La maison comportait un atelier pour Christabel, décrit comme « une salle de peinture parfaite dans laquelle le confort et l'utilité sont joyeusement combinés », avec de nombreux tableaux sur les murs et le tapis de l'atelier de Leighton. La maison a été présentée dans un article de 1910 intitulé « Recent Designs in Domestic Architecture » dans The Studio,  accompagné de photographies, dont une de l'intérieur du studio de Cockerell. L'extérieur de la maison est presque inchangé aujourd'hui. 
On peut avoir un aperçu de la maisonnée à partir d'une annonce parue dans The Times en 1919, dans laquelle elle recherche un « cuisinier général et une femme de chambre » pour un « endroit confortable à St. John's Wood », et décrit la maisonnée comme comprenant une famille de trois personnes et trois femmes de chambre.
Cockerell a servi occasionnellement de modèle pour son mari : sa Mère et son enfant la montre avec leur fils en bas âge Meredith, et a été exposée à la Biennale de Venise de 1897 et à l'Exposition universelle de Paris en 1900. Son mari apparaît également dans son œuvre : l'une de ses plus petites peintures le montre assis près d'une fenêtre, travaillant sur sa sculpture, sous le regard de son jeune fils. 
Son mari décède le 21 mai 1928. En 1930, elle offre en sa mémoire plusieurs bronzes à la galerie d'art du conseil municipal de Camberwell, en raison de l'affection qu'il portait pour Camberwell.

## Œuvres

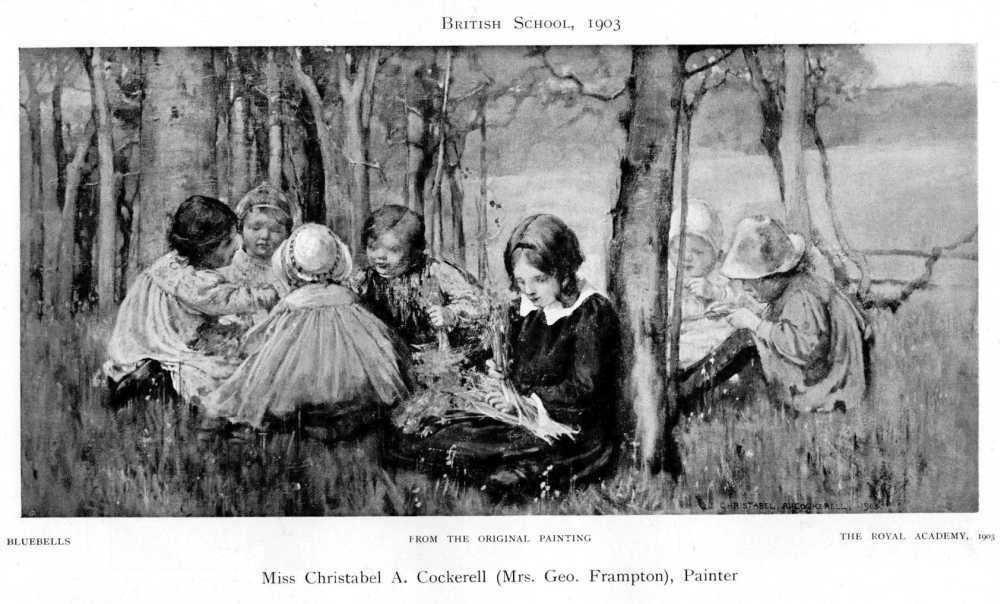
Bluebells (1903) de Christabel Cockerell, dans Femmes peintres du monde par Walter Shaw Sparrow

Voici une liste non exhaustive des peintures de Cockerell :
- The day's work done (vers 1890), une étude d'une vieille femme, soumise à la Grosvenor Gallery en 1890[13] ;
- In the Hayfield (vers 1890), huile sur panneau (36,8 × 45,7 cm), Berkshire Associates, Londres[4] ;
- And The Angels Were Her Playmates – from the childhood of St. Elizabeth of Hungary (1896), huile sur toile (82,5 × 76 cm), vendu le 12 novembre 1992 chez Sotheby's, Londres[14] ;
- John Passmore Edwards (1823–1911) (1899), huile sur toile (100 × 52,5 cm), un portrait du vieux propriétaire de journal et philanthrope, conservé au Hackney Museum (legs Chalmers)[15] ;
- Portrait Of Meredith Frampton (date inconnue), huile sur toile (37,5 × 102 cm), vendu le 4 novembre 1999 chez Christie's, Londres[16] ;
- Bluebells (1903), exposée à la Royal Academy,  dont une copie a été incluse dans Women Painters of the World de Walter Shaw Sparrow en 1905[17] ;
- A Momentous Question (1903), huile sur panneau (22,8 × 30,5 cm), exposée à Londres, The New Gallery, Summer Exhibition, 1903 et à la Corporation of Manchester Art Gallery ; vendue le 13 novembre 2003 chez Christie's, Londres pour 1 800 £[18] ;
- Morning Play (1910), huile sur toile (54 × 36 cm), femme et bébé[19].